# Giacomo Brodolini
Giacomo Brodolini (* 19. Juli 1920 in Recanati, Provinz Macerata; † 11. Juli 1969 in Zürich) war ein italienischer Politiker der Partito Socialista Italiano (PSI), der zwischen 1953 und 1968 Mitglied der Abgeordnetenkammer (Camera dei deputati) sowie von 1968 bis zu seinem Tode 1969 Mitglied des Senats (Senato della Repubblica) war. Er war ferner von 1968 bis zu seinem Tode 1969 Minister für Arbeit und Sozialversicherung.

## Leben
Giacomo Brodolini absolvierte ein Studium an der Universität Bologna, das er mit einem Laurea in lettere abschloss. Er war ursprünglich Mitglied der Partito d’Azione (Pd’A). Bei der Wahl vom 7. Juni 1953 wurde er in der zweiten Legislaturperiode als Kandidat der Partito Socialista Italiano (PSI) für Ancona erstmals Mitglied der Abgeordnetenkammer (Camera dei deputati). Er war zwischen 1955 und 1960 Nationaler Vizesekretär des Gewerkschaftsverbandes Confederazione Generale Italiana del Lavoro (CGIL). Bei der Wahl vom 25. Mai 1958 wurde er abermals zum Mitglied der Abgeordnetenkammer gewählt. Er fungierte zwischen 1963 und 1966 als Vizesekretär der PSI. Bei der Wahl vom 28. April 1963 wurde er in der vierten Legislaturperiode für die PSI wiedergewählt und war nach der Vereinigung mit der Partito Socialista Democratico Italiano (PSDI) Mitglied der gemeinsamen PSI-PSDI-Fraktion.
Bei der Wahl am 19. und 20. Mai 1968 wurde Brodolini für die PSI zum Mitglied des Senats (Senato della Repubblica), dem er bis zu seinem Tode am 11. Juli 1969 angehörte. Am 12. Dezember 1968 wurde er ins Kabinett Rumor I zum Minister für Arbeit und Sozialversicherung (Ministro del lavoro e della previdenza sociale) berufen und bekleidete dieses Ministeramt ebenfalls bis zu seinem Tode am 11. Juli 1969. Während seiner Amtszeit begann er mit dem Entwurf für das Arbeitnehmergesetz (Statuto dei lavoratori).
Ihm zu Ehren wurde die nach ihm benannte Stiftung Fondazione Giacomo Brodolini gegründet, die zum Konsortium von GenPORT gehört, ein von der Europäischen Kommission im 7. Forschungsrahmenprogramm gefördertes Projekt.